# Fred Davis
Fred Davis, född 13 augusti 1913 i Chesterfield, Derbyshire, död 16 april 1998 i Denbighshire, var en brittisk professionell snookerspelare, som vann VM tre gånger. Han var yngre bror till den ännu mer framgångsrike Joe Davis, pionjären inom snookersporten (de är dock inte släkt med snookerspelaren Steve Davis).
Fred Davis var ursprungligen biljardspelare, och blev professionell inom den sporten redan 1929. Åtta år senare, 1937, spelade han sin första snookermatch som professionell. Hans äldre bror Joe hade dominerat snookersporten under 1920- och 1930-talen, och i den sista VM-finalen före uppehållet för andra världskriget, år 1940, slog Joe sin yngre bror Fred. Efter VM 1946 drog sig Joe tillbaka, och vägen låg nu öppen för andra förmågor, däribland Fred Davis. Han tog vara på denna möjlighet, och vann VM tre gånger, 1948, 1949 och 1951, och var dessutom i final 1947 och 1950, då han förlorade mot skotten Walter Donaldson.
Efter 1951 uppstod en dispyt mellan de bästa snookerspelarna och snookerförbundet, vilket resulterade i att en konkurrerande turnering till VM, World Matchplay, introducerades. Davis vann de fem första upplagorna av denna turnering, men drog sig sedan tillfälligt tillbaka. När så VM återuppstod 1964, nu med utmanarformat, återupptog Davis sin karriär, men lyckades på tre försök aldrig besegra den regerande världsmästaren John Pulman.
Under 1970-talet tillhörde trots sin höga ålder Davis fortfarande den absoluta världstoppen. När världsrankingen infördes år 1976 var Davis rankad 4:a, och han gick till semifinal i VM 1978 i The Crucible Theatre, vid 64 års ålder. Hans äldre bror Joe, 77 år gammal, satt på läktaren och bevittnade matchen, men kollapsade mot slutet och dog två månader senare.
Fred Davis gjorde sitt sista framträdande i VM 1984, men avslutade inte sin karriär förrän 1992, 78 år gammal.